# Kwas homowanilinowy
Kwas homowanilinowy (HVA) – wielofunkcyjny związek chemiczny zawierający grupę karboksylową i ugrupowanie fenolowe. W organizmach jest głównym metabolitem katecholamin. Poziom kwasu homowanilinowego w tkankach mózgu wykorzystywany jest jako marker stresu metabolicznego w schizofrenii.